# Чемпионат Петрограда по футболу 1916
Чемпионат Петрограда по футболу 1916  стал XVI-м первенством города, проведенным Петроградской Футбол-лигой.
Победителем среди первых команд класса «А» стала впервые команда «Коломяги».

## Организация и проведение турнира
В этом сезоне в чемпионате участвовали 17 клубов, разделённых на классы «А», «Б» и «В», выставлявших от двух до четырех команд каждый.
Всего на 10 соревновательных уровнях участвовали 58 команд, представлявшие 19 клубов, и 1024 футболиста .
На топ-уровне (I команды класса «А») выступали 6 клубов, которые разыгрывали кубок Аспдена:
- «Спорт»
- «Коломяги»
- «Унитас»
- «Меркур»
- «Нева»
- «Триумф»

Календарь турнира был разработан, принят на заседании Комитета ПФЛ и опубликован до начала турнира. Игры прошли по «круговой системе» в два круга. В случае равенства очков приоритет получала команда с лучшей разницей мячей; но для определения первой и последней команд было предусмотрено проведение дополнительного матча. Команда, занявшая последнее место, играла так называемый «переходной» матч с победителем класса «Б» за право выступать в классе «А» в следующем сезоне.

## Ход турнира
Турнир стал первым в череде побед легендарного клуба «Коломяги», основу которого составляли братья Филипповы и Гостевы, демонстрировавшего содержательную комбинационную игру. Коломяжцы уступили лишь однажды своим основным соперникам в этом сезоне — клубу «Меркур» — и стали заслуженными обладателями кубка Аспдена. Третье место заняла вернувшаяся в класс «А» возрождённая «Нева», собравшая в своих рядах практически всех сильнейших иностранных игроков лиги во главе с Бруром Вибергом, Христианом Морвилем и Гастоном Куаленом. Крайне неудачно сложился этот сезон для ещё сосем недавно грозного «Унитаса»: в матче второго тура, уступая на своём поле аутсайдеру «Триумфу», члены клуба и его руководитель К.Бутусов своими действиями способствовали срыву матча (при этом К.Бутусов нанёс личное оскорбление арбитру действием), за что поле клуба было дисквалифицировано и свои домашние матчи он проводил на полях соперников. В результате «Унитас» с крупным счётом уступил во всех матчах с лидерами (и, что считалось более унизительным для тех времен, «всухую» — только в одном из матчей с «Меркуром» удалось забить целых пять мячей, но при этом число пропущенных голов было двузначным), дважды «сухо» проиграл «Триумфу», проигнорировал две последние встречи сезона  и только натужная победа в «переходном» матче над «Любителями» спасла клуб от ещё большего падения.

### Турнирная таблица
| № | Команды    | 1       | 2        | 3       | 4       | 5       | 6        | В | Н | П | М       | О  |
| - | ---------- | ------- | -------- | ------- | ------- | ------- | -------- | - | - | - | ------- | -- |
|   | «Коломяги» |         | 2:2 0:3  | 5:3 4:1 | 4:1 7:1 | 4:2 3:1 | 3:0      | 8 | 1 | 1 | 35 — 14 | 17 |
|   | «Меркур»   | 3:0 2:2 |          | 3:2 2:5 | +:- 4:1 | 3:3 9:0 | 10:5 5:0 | 7 | 2 | 1 | 41 — 18 | 16 |
|   | «Нева»     | 1:4 3:5 | 5:2 2:3  |         | 3:1 3:4 | 7:1 3:1 | 3:1 +:-  | 6 | 0 | 4 | 30 — 22 | 10 |
| 4 | «Спорт»    | 1:7 1:4 | 1:4 -:+  | 4:3 1:3 |         | 4:2 1:1 | 4:4 +:-  | 3 | 2 | 5 | 17 — 28 | 8  |
| 5 | «Триумф»   | 1:3 2:4 | 0:9 3:3  | 1:3 1:7 | 1:1 2:4 |         | 2:0 1:0  | 2 | 2 | 6 | 14 — 34 | 6  |
| 6 | «Унитас»   | 0:3     | 0:5 5:10 | -:+ 1:3 | -:+ 4:4 | 0:1 1:2 |          | 0 | 1 | 9 | 10 — 31 | 1  |

### Матчи
| 7 авг | «Коломяги» | 3:0 | «Унитас» | Поле «Коломяг» |

| 7 авг | «Нева» | 5:2 | «Меркур» | Поле «Невы»    |
| |        |     |          | Судья: Миронов |
| «Нева»: Ирвинг - Битти, Дж.Систонен - Никольский, Виберг , Феофанов - Ф.Стотт, Мальмберг, Куален, Сайкс, Морвиль «Меркур»: Полежаев - Ал.Цветков, Скобелев - Межевов, Северов , В.Савельев - В.Мейер, Шнейдер, Самойлов, Гущин, Юргенс |        |     |          |                |

| 7 авг | «Спорт» | 4:2 | «Триумф» | Поле «Спорта» |

| 14 авг | «Коломяги»          | 2:2     | «Меркур»         | Поле «Коломяг» |
| | - Н.ГостевII (1:0)′ | (отчёт) | - (1:1)′ С.Мейер | Судья: А.Шульц |
| «Коломяги»: Н.Артемьев - Г.ГостевIII, ? - П.ФилипповIII, С.ФилипповII, Лагунов - Ханеев, В.КрутовI, Г.ФилипповIV, Г.Нильсен, Н.ГостевII «Меркур»: Полежаев - М.Окунь, Скобелев - Межевов, Северов, В.Савельев - С.Мейер, Г.Иванов, Самойлов, Д.Киселёв, М.Соловьёв |                     |         |                  |                |

| 14 авг | «Спорт»                                  | 4:3     | «Нева»    | Поле «Спорта»       |
| | - Тибанов - А.Штукин - Д.Родионов (4:3)′ | (отчёт) | - Морвиль | Судья: Е.Будзинский |
| «Спорт»: ... В.А.Марков, Гуськов - Д.Родионов, Гужевский, Тибанов, А.Штукин, М.Егоров «Нева»: ... Виберг, Иверсен, Куален, Морвиль ... |                                          |         |           |                     |

| 14 авг | «Триумф» | 1:0     | «Унитас» | Поле «Унитаса»   |
|        |          | (отчёт) |          | Судья: Б.Метцгер |

| 21 авг | «Коломяги» | 4:2 | «Триумф» | Поле «Коломяг» |

| 21 авг                                                                                              | «Меркур»   | 4:1     | «Спорт» | Поле «Спорта»  |
| | - Г.Иванов | (отчёт) |         | Судья: А.Шульц |
| «Меркур»: ... Клемин, С.Мейер, Г.Иванов, Самойлов · «Спорт»: ... Надель, Мациенко, Бодров , Гуськов |            |         |         |                |

| 8 сен | «Нева» | 3:1 | «Унитас» | Поле «Невы»         |
|       |        |     |          | Судья: Е.Будзинский |

| 28 авг | «Коломяги» | 4:1 | «Спорт» | Поле «Коломяг» |

| 28 авг | «Меркур» | 10:5 | «Унитас» | Поле «Меркура» |

| 28 авг | «Нева» | 7:1 | «Триумф» | Поле «Невы» |

| 4 сен | «Коломяги» | 5:3 | «Нева» | Поле «Коломяг» |

| 4 сен | «Меркур» | 3:3 | «Триумф» | Поле «Меркура» |

| 4 сен | «Спорт» | 4:4 | «Унитас» | Поле «Спорта» |

| 11 сен | «Коломяги» | 3:0 | «Унитас» | Поле «Коломяг» |

| 11 сен | «Меркур» | 3:2 | «Нева» | Поле «Меркура» |

| 11 сен | «Триумф» | 1:1 | «Спорт» | Поле «Триумфа» |

| 18 сен | «Меркур»               | 3:0 | «Коломяги» | Поле «Меркура» |
| | - Г.Иванов - Д.Киселёв |     |            |                |
| «Меркур»: Полежаев - Цветков, Скобелев - Межевов, Северов, В.Савельев - С.Мейер, Юренинский, Г.Иванов, Д.Киселёв, С.Савельев «Коломяги»: Н.Артемьев - Г.ГостевIII, Г.ФилипповIV - П.ФилипповIII, С.ФилипповII, Лагунов - Г.Нильсен, Ханеев, В.КрутовI, Г.ФилипповIV, Н.ГостевII, Грант |                        |     |            |                |

| 18 сен | «Нева» | 3:1 | «Спорт» | Поле «Невы» |

| 18 сен | «Триумф» | 2:0 | «Унитас» | Поле «Триумфа» |

| 2 окт | «Меркур» | 5:0 | «Унитас» | Поле «Меркура» |

| 2 окт | «Коломяги» | 7:1 | «Спорт» | Поле «Спорта» |

| 2 окт | «Нева» | 3:1 | «Триумф» | Поле «Триумфа» |

| 9 окт | «Коломяги» | 4:1 | «Нева» | Поле «Невы» |

| 9 окт | «Меркур» | 9:0 | «Триумф» | Поле «Триумфа» |

| 9 окт | «Спорт» | +:- | «Унитас» | Поле «Спорта» |

| 16 окт | «Коломяги» | 3:1 | «Триумф» | Поле «Триумфа» |

| 16 окт | «Нева» | +:- | «Унитас» | Поле «Невы» |

| 16 окт | «Меркур» | +:- | «Спорт» | Поле «Меркура» |

## Минорные турниры

### Класс «Б»
Победитель — «Любители»
Матч за выход в класс «А»: 23 окт «Унитас» 2:1 «Любители» 
2.«Путиловский» 3.«Кречет» 4.«Павловск» 5.«Мурзинка» 6.«Нарва»

### Класс «В»
Победитель — «Царское Село»
Матч за выход в класс «Б»: 23 окт «Нарва» 2:1 «Царское Село» 
2.«Волга» 3.ПТЧ 4.«Калев» 5.«Польский Сокол»

### Младшие команды
- Победитель соревнований II команд класса «А» — «Спорт»II
- II«Б» — «Павловск»II
- II«В» — «Калев»II
- III«А» — «Спорт»III
- III«Б» — «Кречет»III
- IV«А» — «Меркур»IV
- IV«Б» — «Коломяги»IV [14]

## Комментарии
1. ↑  На заседании Комитета лиги 19 августа серьёзно обсуждался вопрос о дисквалификации не поля, а самого клуба, но после оживлённых дебатов было принято решение поступить согласно имевшему место аналогичному прецеденту в шотландской лиге того времени. ПФЛ проявила бо́льшую принципиальность, нежели руководство Московской футбольной лиги в сезоне 1915, когда она оставила без каких-либо последствий аналогичное наглое вмешательство в ход матча ореховского мецената Г.Чарнока.

### Периодика
- «Вечернее время» Петроград 1916. Электронная библиотека ГПИБ — elib.shpl.ru.
- «Новое время» Петроград 1916. Retronews (le site de presse de la BnF) — retronews.fr.
- «Къ Спорту!» Москва 1916. НЭБ — rusneb.ru.
- «Русскiй спортъ» Москва 1916. НЭБ — rusneb.ru.
- «Футбольный архив» Санкт-Петербург № 1 (24). — 2004.